# عن الأجسام الطافية

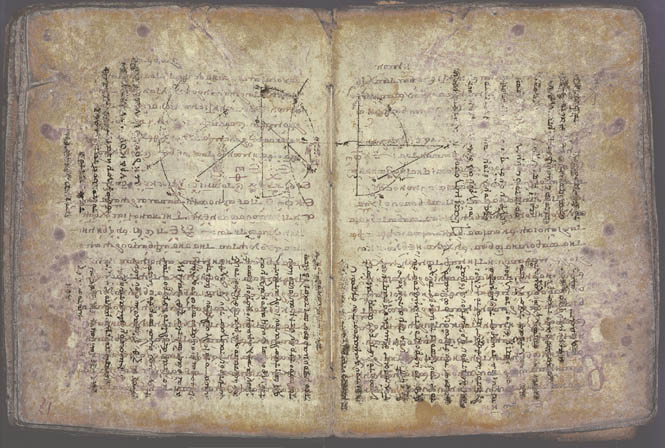
صفحة من طرس الأجسام الطافية لأرخميدس.

عن الأجسام الطافية (باليونانية: Περὶ τῶν ἐπιπλεόντων σωμάτων)‏ هو عمل أغريقي اللغة يتكون من كتابين كُتبهما أرخميدس (287م إلى حوالي 212 ق.م.)، أحد أهم الرياضياتيين، والفيزيائيين، والمُهندسين القدماء. كتاب عن الأجسام الطافية، والذي يُعتقد أنه كُتب حوالي عام 250 ق.م. وقد تبقّت منه عدّة أجزاء في الإغريق، وتُرجمت بقيّته إلى اللاتينية الوسطى من الإغريقيّة. يُعتبر الكتاب أول كتاب معروف في علوم توازن الموائع، والّذي يُعرف أن أرخميدس مؤسسه.
الغاية من كتاب عن الأجسام الطافية كان لتحديد المواضع التي يُفترض فيها طفو الصّخور المختلفة وفقاً لشكلها واختلاف أوزانها النوعية. يحتوي الكتاب على أول عبارة تُعرف الآن باسم مبدأ أرخميدس.

## التاريخ
عاش أرخميدس في صقلّية، بمدينة سرقوسة. يُنسب إليه علم توازن الموائع وتأسيسه في كتابه عن الأجسام الطافية، والإحصاء والحساب. كما طوّر أرخميدس أنظمة مُفصّلة من البكرات لتحريك أجسام كبيرة بأقل جهد ممكن. مثقاب أرخميدس كان له جزءاً أساسيّاً في الهندسة المائية، وآلاته الحربية ساعدت جيوش روما في حرب بونية الأولى. النّسخة الوحيدة المعروفة لكتاب عن الأجسام الطافية في الإغريق تعود إلى طرس أرخميدس.

## المحتوى

### الكتاب الأول
في الجزء الأول من الدراسات، يؤسس أرخميدس مبادئاً عامَة مُختلفة، مثل أن الأجسام الصّلبة أكثف من المائعة بشكل عام، وعند وضعها في السّائل فإنها تُصبح أخف (هذا الاختلاف في الوزن يكون نتيجة حلّ السائل مكانه). كما ذكر أرخميدس حالة التّوازن التي تصل إليه الموائع، وأثبت أن الماء سيأخذ شكلاً كُرويّاً حول مركز الجاذبية. وقد تكون هذه مُحاولة لتفسير نظرية للفلكيين الإغريقيين المُعاصرين مممثل إراتوسثينز الذي أعتقد أن الأرض مُكوّرة. ويحتوي هذا الجُزء على المفهوم الذي أصبح يُعرف باسم مبدأ أرخميدس:
علاوةً على المفهوم الذي نُسب إليه، فإن أرخميدس اكتشف أن الجسم المغمور يُزيح من الماء حجماً مُساويّاً لحجم الجسم الأصلي، والّذي عليها صرخ قائلاً: «يوريكا» أي «وجدتها». الأطروحة الخامسة من دراسات أرخميدس عن الأجسام الطافية تنص على أن:

### الكتاب الثاني
الكتاب الثّاني من الدّراسات كان إنجازاً رياضياً قديماً.